# Christian Keysers
Christian Keysers, né le 27 juin 1973, est un neurologue franco-allemand.

## Biographie
Christian Keysers est né en Belgique de père franco-allemand et d'une mère allemande. Après que la famille eu déménagé en Allemagne, Keysers a été inscrit à l’École européenne de Munich et a étudié, ensuite, la psychologie et la biologie à l'université de Constance, à l'université de la Ruhr à Bochum et enfin à la Harvard Medical School à Boston. En 2000, il a terminé son doctorat à l'université de St Andrews, en Écosse, où il a travaillé avec David Perrett (en).
De 2001 à 2004, il a étudié comme boursier postdoctoral à l'université de Parme. Son groupe de travail a découvert le rôle des neurones miroirs auditifs, approfondissant la connaissance de leur fonctionnement. Il a ensuite élargi le concept des neurones miroirs aux émotions et aux sentiments, montrant que notre cortex somato-sensoriel est activé, non seulement quand il est touché, mais même si l’on voit quelqu'un qui est touché.
En 2004, il a été embauché par l'université de Groningue, en tant que professeur au Département de neurologie et en 2007 il a commencé à collaborer avec le Département des neurosciences. Au cours de cette période, il a approfondit l'étude des bases neurales de l'empathie anormale dans la schizophrénie, l'autisme et la psychopathie.
À partir de 2008, il élargira sa collaboration avec plusieurs autres organisations telles que l'Institut de Bethesda, l'université de Bonn, le NIN (Institut néerlandais des neurosciences)  et l'université de Princeton.

## Publications
- The Empathic Brain, 2012[6]

## Prix
- ERC Starting Grant (2012)[7]
- IPPY Award for Best Science Book (2012)[8]
- Marie Curie Excellence Grant (2005)
- Marie Curie Excellence Award (2004)